# 자정 클럽
《자정 클럽》(영어: The Midnight Club)은 넷플릭스에서 2022년 10월부터 방영된 미국의 공포, 미스터리, 스릴러 드라마이다.